# Římskokatolická farnost Vrchy
Římskokatolická farnost Vrchy (dříve Římskokatolická farnost Valtéřovice) je zaniklá farnost Římskokatolické církve v děkanátu Bílovec ostravsko-opavské diecéze.
Nejpozději v 16. století stával ve Valtéřovicích filiální kostel svatého Jiří, který náležel k fulnecké farnosti spravované tamním augustiniánským klášterem. Tehdejší majitel fulneckého panství Jan Skrbenský ze Hříště k němu roku 1588 uvedl lutreránského kazatele, roku 1594 jej však musel předat zpět klášteru. Protestantství zde však přesto mezi obyvatelstvem převládalo a jsou i doklady o působení fulneckého sboru Jednoty bratrské v době, kdy ve Fulneku působil Jan Amos Komenský.
Od třicetileté války zde bohoslužby obstarávali fulnečtí kanovníci až do zrušení kláštera roku 1784. Téhož roku zřídila náboženská matice ve Valtéřovicích lokální kuracii, jejímž prvním duchovním správcem se stal Thaddäus Johann Sperling, bývalý člen fulneckého kláštera (do 1809).
Roku 1859 žilo ve farnosti 618 obyvatel, vesměs římských katolíků. V roce 1930 žilo ve farnosti 501 obyvatel, až na jednoho římskokatolického vyznání.
Farnost Valtéřovice (od roku 1947 Vrchy) zahrnovala vždy pouze vesnici Vrchy a patřila od svého zřízení roku 1784 do roku 1962 k děkanátu Odry, od reorganizace církevní správy k 1. lednu 1963 do svého zániku v roce 2004 k děkanátu Bílovec. Do roku 1996 byla součástí arcidiecéze olomoucké, od uvedeného roku pak nově vytvořené diecéze ostravsko-opavské.
Farním kostelem býval pozdně barokní kostel svatého Jiří, postavený roku 1794 na místě staršího kamenného kostela.(vrchy-historie kostel) Nyní je to filiální kostel fulnecké farnosti. Na hřbitově je rovněž novogotická kaple svatého Jiří z roku 1901.
Farnost byla v poválečné době spravována excurrendo z farnosti Fulnek, resp. po roce 1989 ji spravovali členové obnoveného fulneckého kapucínského kláštera. Ten byl řádem opuštěn roku 1998. 8. července 2004 byla samostatná farnost zrušena a Vrchy byly přičleněny k fulnecké farnosti.